# Daniel Lotfy Khella
Daniel Lotfy Khella (* 4. Mai 1969) ist ein ägyptischer Geistlicher und koptisch-katholischer Bischof von Assiut.

## Leben
Daniel Lotfy Khella empfing am 18. Juli 1996 durch den Bischof von Assiut, Kyrillos Kamal William Samaan, das Sakrament der Priesterweihe und nahm den Namen Daniel an.
Am 29. Juni 2019 bestätigte Papst Franziskus seine Wahl zum Bischof von Ismayliah durch die Synode des Patriarchats von Alexandria. Am 5. September desselben Jahres empfing er die Bischofsweihe.
Der koptisch-katholische Patriarch von Alexandria, Ibrahim Isaac Sidrak, ernannte ihn am 23. September 2022 mit Zustimmung der Synode der koptisch-katholischen Kirche zum Bischof von Assiut. Zugleich wurde Khella zum Patriarchalen Administrator von Ismayliah bestellt. Die Amtseinführung erfolgte am 13. Oktober 2022. Seine Tätigkeit als Patriarchaler Administrator von Ismayliah endete am 11. Mai 2023 mit der Amtseinführung seines Nachfolgers, Pola Ayoub Matta Usama Shafik Akhnoukh.